# 诸莒边县
诸莒边县，中国旧县名。
山东抗日根据地设。1940年由诸城县西南部与莒县北部边区析置，以两县首字为名。1945年撤销，并入莒县。 